# Albert R. Howe
Albert Richards Howe (* 1. Januar 1840 in Brookfield, Worcester County, Massachusetts; † 1. Juni 1884 in Chicago, Illinois) war ein US-amerikanischer Politiker. Zwischen 1873 und 1875 vertrat er den zweiten Wahlbezirk des Bundesstaates Mississippi im US-Repräsentantenhaus.

## Werdegang
Albert Howe wuchs in Massachusetts auf und durchlief die dortigen Schulen. Während des Bürgerkrieges stieg er in der Unionsarmee vom einfachen Soldaten bis zum Major auf. Nach dem Krieg ließ er sich in Como im Panola County in Mississippi nieder. Dort betrieb er eine Baumwollplantage.
Howe war Mitglied der Republikanischen Partei, deren Republican National Convention er im Jahr 1868 als Delegierter besuchte. Dort wurde General Ulysses S. Grant als Präsidentschaftskandidat der Partei nominiert. Ebenfalls im Jahr 1868 war Howe Delegierter auf einer Versammlung zur Überarbeitung der Staatsverfassung von Mississippi. Im Jahr 1869 wurde er Kämmerer im Panola County und von 1870 bis 1872 war er Abgeordneter im Repräsentantenhaus von Mississippi.
1872 wurde Howe im zweiten Distrikt von Mississippi in das US-Repräsentantenhaus in Washington, D.C. gewählt, wo er am 4. März 1873 die Nachfolge von Joseph L. Morphis antrat. Da er bei den folgenden Wahlen nicht bestätigt wurde, konnte er bis zum 3. März 1875 nur eine Legislaturperiode im Kongress absolvieren. Nach dem Ende seiner Zeit im Kongress zog Howe 1875 nach Illinois, wo er in Chicago im Börsengeschäft tätig wurde. Er starb am 1. Juni 1884 in Chicago und wurde dann in seinem Geburtsort Brookfield bestattet.